# Cote

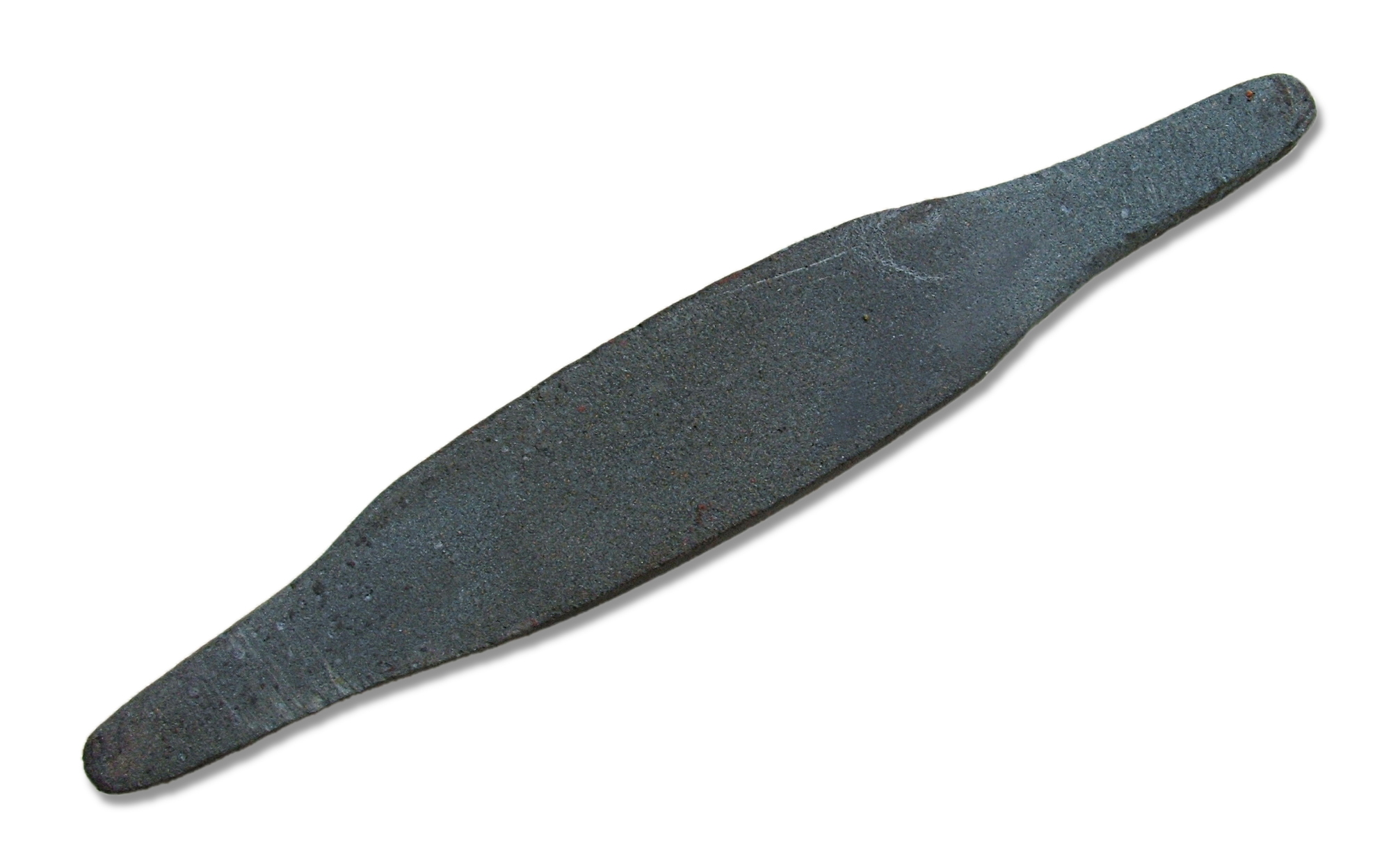
Pietra cote utilizzata per affilare la falce in campo

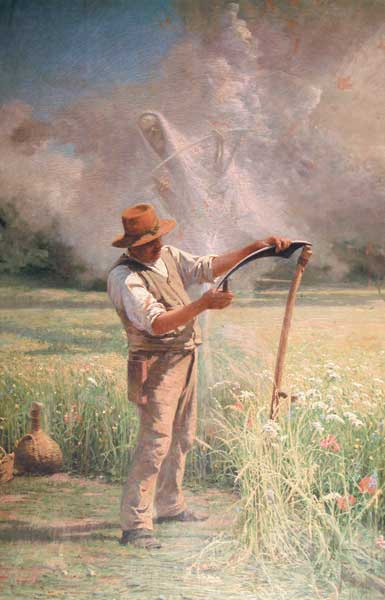
Dipinto di Raffaele Faccioli mostrante un contadino che affila la falce, per falciare l'erba dei prati, con una pietra da cote

La cote [ˈkoːte] (dal latino cos, cotis  e descritta già da Plinio il Vecchio nella Naturalis historia) è uno strumento utilizzato per affilare le lame.

## Descrizione
La cote naturale è una specie di scisto cristallino a grana molto fine, composto approssimativamente dal 35 al 40% da piccoli cristalli di spessartina, con un diametro compreso tra 5 e 20 µ, incorporati in una matrice di sericite (una varietà di mica bianca a grana molto fine).
Le coti sintetiche si dividono in coti ceramiche e coti diamantate. Le coti possono essere lubrificate con acqua od olio, prendendo il nome rispettivamente di pietre ad acqua e pietre ad olio, nel caso in cui sia necessario dissipare facilmente il calore prodotto durante l'azione di affilatura per via dell'attrito.
Le coti che vengono impiegate per l'affilatura a mano non necessitano di lubrificazione, in quanto la velocità con cui la lama viene mossa su di esse non consente di produrre grandi quantità di calore.
Viceversa nei sistemi movimentati da motori elettrici la lama è costantemente a contatto con la cote e si può generare una gran quantità di calore.
La forma della cote, quando questa viene impiegata per affilatura manuale, è quella di una lastra rettangolare, di dimensioni minime pari a 5 x 22 cm; quando collegata ad un motore, si presenta in forma di disco e la parte che viene utilizzata per l'affilatura è la superficie laterale.

## Nella cultura popolare
- «Gira La Cote! Gira!» è un brano corale dell'opera Turandot, in cui la folla invoca appunto l'affilamento della lama che taglierà la testa al Principe di Persia, il quale ha perso la sfida con la Principessa Turandot.